# Jindřich Šoltys
Jindřich Šoltys (12 gennaio 1902 – 20 luglio 1970) è stato un allenatore di calcio e calciatore cecoslovacco, di ruolo attaccante.

## Carriera

### Giocatore

#### Nazionale
Il 28 ottobre 1925 debutta contro la Jugoslavia (7-0), realizzando anche un gol.

### Allenatore
Nel 1922 succede a Franz Mantler la panchina dell'Hajduk Spalato.

## Statistiche

### Cronologia presenze e reti in nazionale
| Cronologia completa delle presenze e delle reti in nazionale ― Cecoslovacchia | Cronologia completa delle presenze e delle reti in nazionale ― Cecoslovacchia | Cronologia completa delle presenze e delle reti in nazionale ― Cecoslovacchia | Cronologia completa delle presenze e delle reti in nazionale ― Cecoslovacchia | Cronologia completa delle presenze e delle reti in nazionale ― Cecoslovacchia | Cronologia completa delle presenze e delle reti in nazionale ― Cecoslovacchia | Cronologia completa delle presenze e delle reti in nazionale ― Cecoslovacchia | Cronologia completa delle presenze e delle reti in nazionale ― Cecoslovacchia |
| Data                                                                          | Città                                                                         | In casa                                                                       | Risultato                                                                     | Ospiti                                                                        | Competizione                                                                  | Reti                                                                          | Note                                                                          |
| ----------------------------------------------------------------------------- | ----------------------------------------------------------------------------- | ----------------------------------------------------------------------------- | ----------------------------------------------------------------------------- | ----------------------------------------------------------------------------- | ----------------------------------------------------------------------------- | ----------------------------------------------------------------------------- | ----------------------------------------------------------------------------- |
| 28-10-1925                                                                    | Praga                                                                         | Cecoslovacchia                                                                | 7 – 0                                                                         | Jugoslavia                                                                    | Amichevole                                                                    | 1                                                                             |                                                                               |
| 17-1-1926                                                                     | Torino                                                                        | Italia                                                                        | 3 – 1                                                                         | Cecoslovacchia                                                                | Amichevole                                                                    | -                                                                             |                                                                               |
| 14-3-1926                                                                     | Vienna                                                                        | Austria                                                                       | 2 – 0                                                                         | Cecoslovacchia                                                                | Amichevole                                                                    | -                                                                             |                                                                               |
| 28-9-1926                                                                     | Praga                                                                         | Cecoslovacchia                                                                | 1 – 2                                                                         | Austria                                                                       | Amichevole                                                                    | -                                                                             | 39’                                                                           |
| 28-10-1927                                                                    | Praga                                                                         | Cecoslovacchia                                                                | 5 – 3                                                                         | Jugoslavia                                                                    | Amichevole                                                                    | 1                                                                             | 46’                                                                           |
| 28-10-1928                                                                    | Praga                                                                         | Cecoslovacchia                                                                | 7 – 1                                                                         | Jugoslavia                                                                    | Amichevole                                                                    | 1                                                                             | 46’                                                                           |
| 17-3-1929                                                                     | Praga                                                                         | Cecoslovacchia                                                                | 3 – 3                                                                         | Austria                                                                       | Amichevole                                                                    | 1                                                                             |                                                                               |
| 1-5-1930                                                                      | Praga                                                                         | Cecoslovacchia                                                                | 1 – 1                                                                         | Ungheria                                                                      | Amichevole                                                                    | -                                                                             |                                                                               |
| 21-9-1930                                                                     | Anversa                                                                       | Belgio                                                                        | 2 – 3                                                                         | Cecoslovacchia                                                                | Amichevole                                                                    | 1                                                                             |                                                                               |
| 26-10-1930                                                                    | Budapest                                                                      | Ungheria                                                                      | 1 – 1                                                                         | Cecoslovacchia                                                                | Amichevole                                                                    | 1                                                                             |                                                                               |
| 15-2-1931                                                                     | Parigi                                                                        | Francia                                                                       | 1 – 2                                                                         | Cecoslovacchia                                                                | Amichevole                                                                    | -                                                                             |                                                                               |
| 26-10-1931                                                                    | Roma                                                                          | Italia                                                                        | 2 – 2                                                                         | Cecoslovacchia                                                                | Coppa Internazionale                                                          | -                                                                             |                                                                               |
| Totale                                                                        |                                                                               | Presenze                                                                      | 12                                                                            |                                                                               | Reti                                                                          | 6                                                                             |                                                                               |

## Palmarès

### Giocatore

#### Club
- Campionato cecoslovacco: 4

Slavia Praga: 1925, 1928-1929, 1929-1930, 1930-1931